# Lieja-Bastoña-Lieja 1927
La Lieja-Bastogne-Lieja 1927 fue la 17.ª edición de la clásica ciclista Lieja-Bastoña-Lieja. La carrera se disputó el domingo 10 de abril de 1927, sobre un recorrido de 231 km. El vencedor final fue el belga Maurice Raes, que se impuso al sprint ante un pequeño grupo de cinco miembros. Sus compatriotas Jean Hans y Joseph Siquet, que fueron segundo y tercero respectivamente. 

## Clasificación final
| Posición | Ciclista            | Equipo | Tiempo   |
| -------- | ------------------- | ------ | -------- |
| 1        | Maurice Raes        | -      | 8h15'39" |
| 2        | Jean Hans           | -      | s.t.     |
| 3        | Joseph Siquet       | Wonder | s.t.     |
| 4        | Auguste Van Haelter | -      | s.t.     |
| 5        | Alexis Macar        | -      | s.t.     |
| 6        | Léon Briskot        | -      | s.t.     |
| 7        | François Gardier    | -      | s.t.     |
| 8        | Jean Wauters        | -      | s.t.     |
| 9        | Emile Joly          | -      | s.t.     |
| 10       | Ernest Mottard      | -      | s.t.     |